# Zinnia acerosa
Zinnia acerosa es una planta con flores  de México y Estados Unidos. 
En México se localiza en Sonora, Chihuahua, Nuevo León, Zacatecas y San Luis Potosí y en los EE. UU. se encuentra en Arizona, Nuevo México y Texas.

## Taxonomía
Zinnia acerosa fue descrita por (DC.) A.Gray y publicado en Smithsonian Contributions to Knowledge 3(5): 105. 1852.
Sinonimia
- Diplothrix acerosa DC.
- Zinnia pumila A.Gray